# Kathleen Springs
Die Kathleen Springs sind Quellen im Watarrka-Nationalpark im australischen Northern Territory. Sie befinden sich rund 20 Kilometer südlich des Kings Canyon in der Kathleen Gorge (Kathleen-Schlucht). Die Quellen können von einem Parkplatz an der Straße über einen 1,3 Kilometer langen Weg erreicht werden.
Die Quellen hatten eine spirituelle Bedeutung für die Aborigines aus dem Volk der Luritja, da nach deren Mythologie Traumzeit die Regenbogenschlange in den Wasserlöchern wohnt. Da in der Schlucht ständig Wasser vorhanden ist, zog das nicht versiegende Wasserloch Tiere an, die sich von den Aborigines mit Speeren erjagen ließen. Die Quellen waren Anlass für Auseinandersetzungen von Weißen und Aborigines, da weiße Siedler sie nutzten, um Rinder zu tränken und damit in die Lebensweise der Aborigines eingriffen. Die Aborigines wiederum raubten und verzehrten zahlreiche Rinder der weißen Rinderzüchter. Die Polizisten verhafteten die Rinderdiebe und setzten sie fest.
Die Schlucht Kathleen Gorge versorgte nicht nur mit lebensnotwendigem Wasser, sondern diente auch dazu, Rinder und Wildpferde in Pferchen einzufangen. Die letzten Rinder- und Pferdeherden wurden im Jahr 1983 zusammengetrieben, als der Nationalpark gegründet wurde. In der Nähe der Quelle wuchsen Buschfeigen, die wilden Kamelen als Futter dienten. Die für den Park zuständige Parks and Wildlife Commission entfernte alle wildlebenden Kamele aus diesem Gebiet und baute die Pflanzen in denjenigen Gebieten an, wohin sie die Kamele gebracht hatten.
Camping ist in der Schlucht und am Wasserloch verboten, wie auch das Baden in den Kathleen Springs.